# Place d'Alliance
A Place d'Alliance encontra-se localizada na cidade de Nancy, França, na região de Lorena. Foi declarada, junto com a Place Stanislas e a Place de la Carrière como Patrimônio Mundial da UNESCO em 1983.

## História
Ao converter-se em Duque de Lorena, o rei da República das Duas Nações, Estanislau I da Polônia, modernizou a sua capital e idealizou uma forma de unir o antigo burgo medieval com a cidade moderna de Carlos III com um sistema de praças urbanas, marcando a transição mediante um arco de triunfo. Este conjunto, constituído pela Praça Real (atual Place Stanislas) e a Place de la Carrière, articuladas pelo arco do triunfo (Porta Héré), combina com graça as construções majestosas e as famosas portas de ouro de Jean Lamour. Dentro deste conjunto, a Place d'Alliance representa uma construção mais intimista.